# 多裂筋
多裂筋（たれつきん、英語: multifidus）は、横突棘筋のうち、最も中間に位置する筋肉である。
多裂筋は、更に腰多裂筋 (musculus multifidus lumborum)、胸多裂筋 (musculus multifidus thoracis)、頸多裂筋 (musculus multifidus cervicis) の3筋に分類される。